# Lena Múkhina
Ielena Vladímirovna Múkhina, rus: Еле́на Влади́мировна Му́хина, coneguda habitualment com a Lena Múkhina (nascuda el 21 de novembre de 1924 a Ufà, República Socialista Soviètica Autònoma de Baixkíria, Unió Soviètica, morta el 5 d'agost de 1991 a Moscou, Unió Soviètica) fou una artista soviètica que als anys 1941 i 1942, essent encara una adolescent, va plasmar les seves experiències, esperances i sentiments durant el setge de Leningrad en un diari personal, titulat "Diari del setge de Lena Múkhina" (rus: Блокадный дневник Лены Мухиной).

## Biografia
Ielena Múkhina va néixer a Ufà, a la família de Vladímir Mukhin i Maria Múkhina. A principis dels anys trenta, Ielena i la seva mare Maria es van traslladar a Leningrad, on Maria va emmalaltir i va morir. L'òrfena Ielena fou adoptada per la seva tia, Ielena Bernàtskaia, que aleshores actuava com a ballarina al Teatre d'Òpera Mali de Leningrad.
El 1941, Ielena estudiava a l'escola núm. 30. El 22 de maig de 1941 va començar a escriure el seu diari fent servir un quadern de la seva tia. Després de l'esclat de la guerra entre l'URSS i Alemanya el 22 de juny del 1941, les entrades del diari eren animoses al principi, però més endavant, sobretot a causa del setge de Leningrad, el caràcter de les entrades va canviar. Descrivien obertament i en detall la vida a la ciutat assetjada: tirotejos i bombardejos, escarransides racions de pa, gelea de cola de fuster, la mort dels seus parents. El 7 de febrer de 1942, va morir Bernàtskaia.
| « | 8/II La mare va morir ahir al matí. M'he quedat sola. | » |

La darrera entrada del diari té data del 25 de maig de 1942:
| « | Avui ja és 25 de maig. Marxaré d'aquí uns dies. Avui se'n va el primer tren. Kissa va dir que és possible que jo marxi demà o demà passat. Però ja m'he tornat tan feble que no m'importa res. El meu cervell ja no respon a res, visc com si estigués mig adormida. Cada dia em debilito cada cop més, les restes de les meves forces s'esgoten cada hora. Una manca completa d'energia. Fins i tot la notícia de la imminent sortida no em deixa cap impressió. De debò, és simplement ridícul, perquè no sóc una mena de discapacitada, ni un home vell o una dona vella, perquè sóc una jove que ho té tot per davant. Perquè tinc sort, perquè marxaré aviat. Mentrestant, em fixaré en el que m'he convertit. Una mirada indiferent, trista, estic caminant com una persona amb discapacitat del tercer grau, ensopegant amb prou feines; se'm fa difícil pujar tres esglaons. I tot això no és ficció i tampoc una exageració, jo no em reconec a mi mateixa. Això em fa riure entre llàgrimes. Fa un mes solia sentir fortament la fam durant el dia, una cosa que em produïa l'energia per buscar algun menjar. Per un tros extra de pa o un qualsevol altre menjar, estava a punt d'anar a la fi del món, però ara gairebé no tinc gana, no sento res. Ja m'hi he acostumat, però per què cada dia m'afebleixo cada cop més? Per que no es pot viure només amb pa? Molt estrany. | » |

A principis de juny de 1942, en un estat exhaust, Lena Múkhina va ser evacuada a la ciutat de Gorki. Va entrar a una escola tècnica professional, on va estudiar per fer de molinera. A la tardor de 1945 va tornar a Leningrad, va entrar a l'Escola d'Arts i Oficis de Leningrad. Tres anys després, es llicencia i treballa successivament en una empresa de construcció d'habitatges (com a fabricant de mosaics) i a la fàbrica de miralls de Leningrad, on va crear miralls segons els seus esbossos. Després de deixar-ho, va intentar continuar els seus estudis, però degut al fet que havia perdut l'habitatge a Leningrad, no podia llogar un pis per manca de fons i no hi havia habitacions lliures, se'n va anar a Iaroslavl, i d'allà a la ciutat de Sxerbakov. No obstant això, al març de 1950 fou contractada en la construcció de la central elèctrica del districte estatal de Kuzbass. Va treballar com a peó, després com a dissenyadora gràfica. El 1952, després que se li acabés el contracte, es va traslladar a casa d'uns familiars a Moscou. Va treballar a una fabrica d'electrotècnia d'aquesta ciutat durant 15 anys. Per motius de salut, Múkhina treballà després (i fins a la seva jubilació) com a artista i com a delineant.
Va romandre soltera tota la seva vida. Va morir a Moscou el 5 d'agost de 1991.
El diari de Lena Múkhina es conserva a l'Arxiu Central de documents històrics i polítics de Sant Petersburg. Amb l'ajuda de l'historiador Serguei Iàrov, el 2011 es va publicar el diari de Lena Múkhina a l'editorial Àzbuka. Ha estat traduït a diversos idiomes.